# China doll

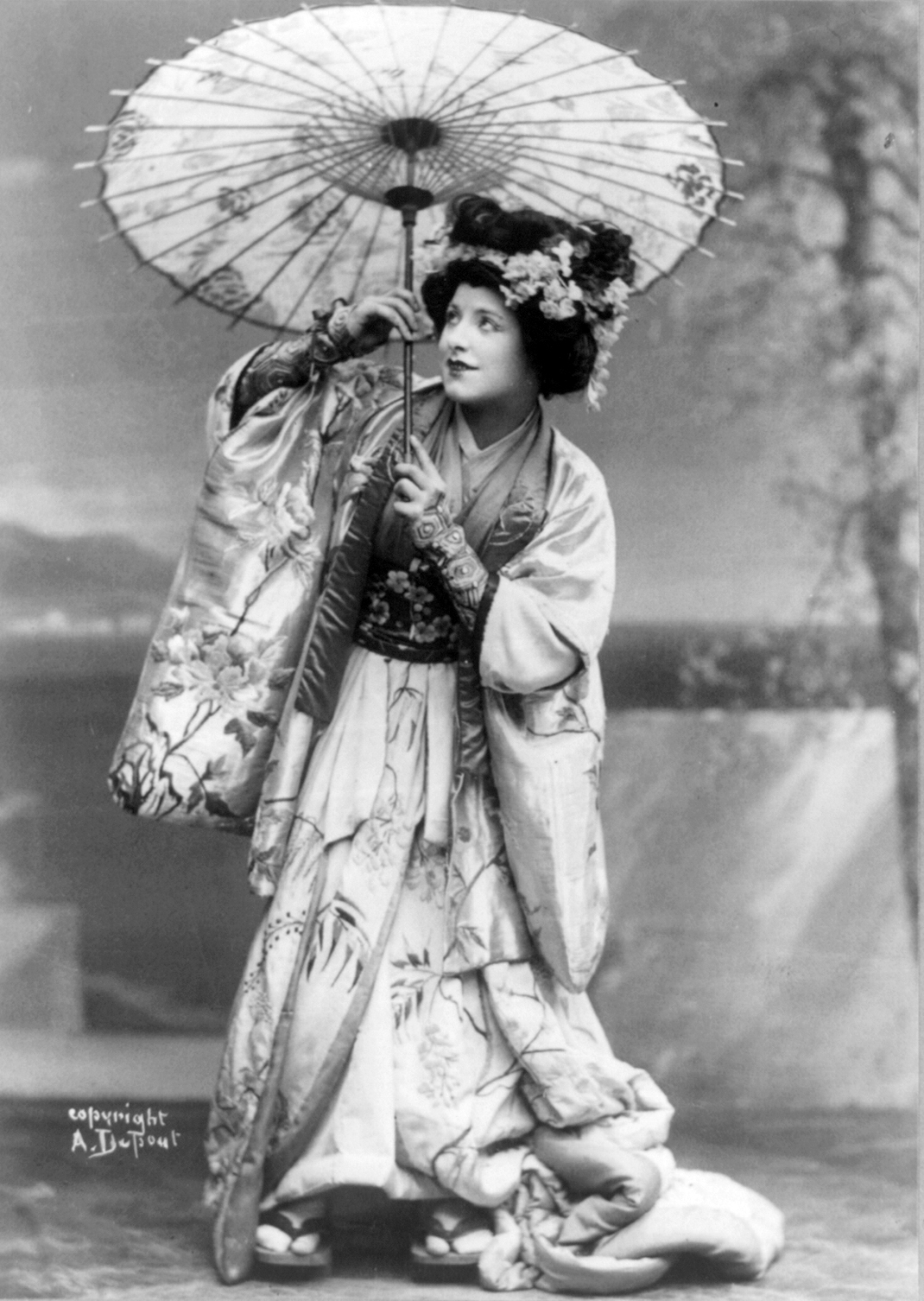
La protagonista de Madama Butterfly és un dels exemples més conegut d'aquest estereotip

El terme China doll (en català "Nina de porcellana") es refereix a un estereotip cultural, especialment prevalent als Estats Units, que caracteritza les dones de l'Àsia oriental com a "exòtiques, subordinades, conformistes, treballadores i amb ganes de complaure", la qual cosa les converteix en simples objectes de desig o dominació. En la trama de la història, s'enamoren fàcilment d'un home, normalment blanc (en aquestes obres els homes asiàtics són retratats com a incompetents i "menys masculins"), el qual les rebutja o les deixa, trencant-les el cor i provocant, sovint, la seva mort.

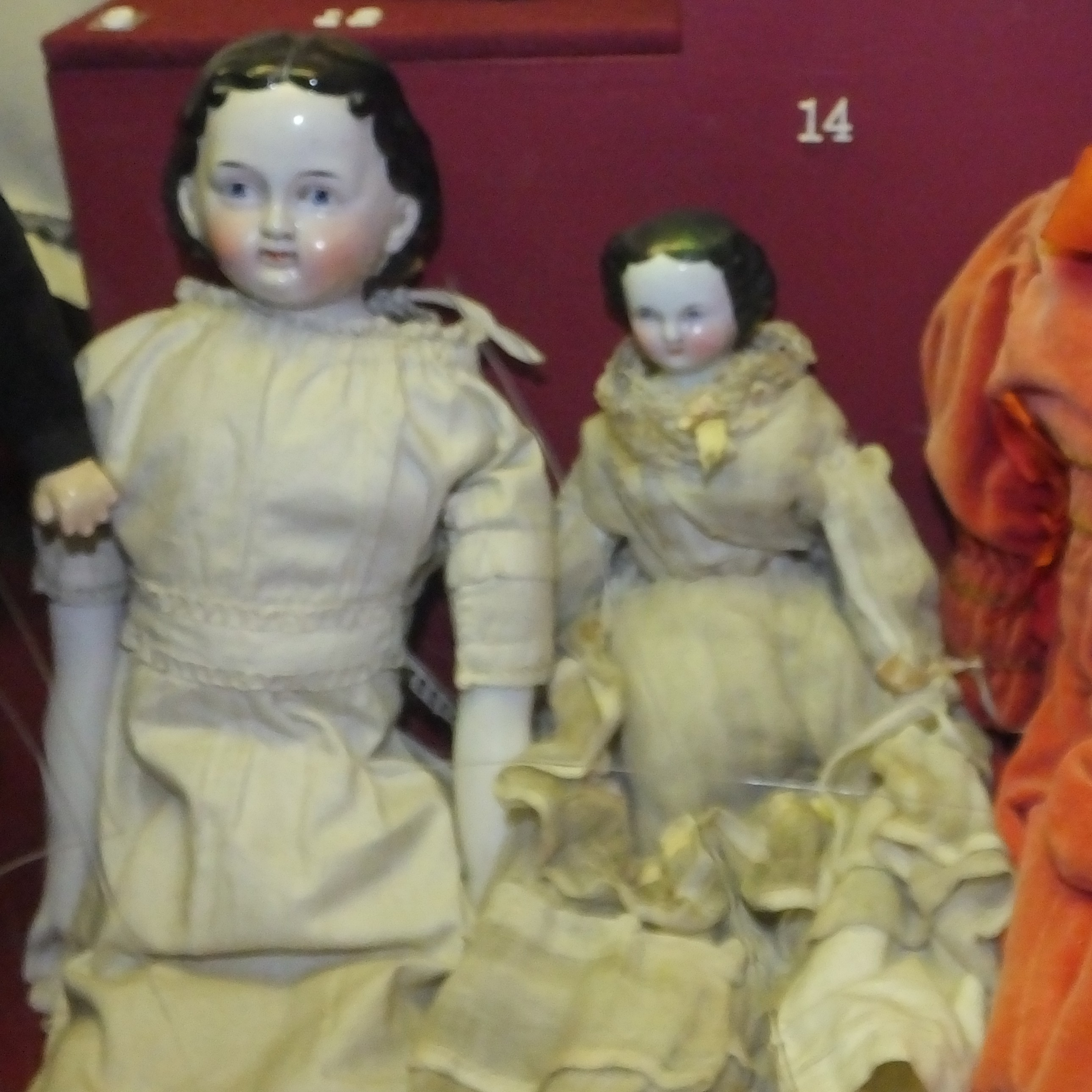
Aquest estereotip fa referència a un personatge femení de gran bellesa, però també gran fragilitat i passivitat, com una nina de porcellana.

Stephanie Greco Larson parla dels dos principals estereotips dels personatges femenins a les pel·lícules occidentals: "ambdós són exòtics i sexualitzats, un és deferent i l'altre és agressiu. Un és dòcil i submís i l'altre diabòlic". El primer és el de la china doll, el segon la dragon lady. Ambdós estereotipis, aparentment contradictoris, "apareixen per a mostrar, per una banda, la benvinguda passiva de les dones asiàtiques als homes americans, i per l'altra, per a reforçar la perversitat sexual i la depravació moral dels asiàtics en general". No són excloents entre sí i, en ocasions, durant la trama de la pel·lícula, la china doll s'acaba convertint en una dragon lady (com Mahlee, a The Red Lantern, d'Albert Capellani, 1919) o viceversa (com Tzu a Year of the Dragon, de Michael Cimino, 1985).
De fet, una imatge comú de la dona asiàtica preparada per a complaure a l'home blanc és la prostituta anònima. No totes les china dolls es troben sexualitzades de manera explícita, però totes elles mostren deferència. Apareixen com algú que necessita la protecció i l'atenció del "cavaller blanc", que encarna una major masculinitat que els homes asiàtics.
Un altre tret característic de l'arquetip és que sovint té una vida força curta dins de la narrativa cinematogràfica. En l'entorn convencional, sobretot en l'època de les pel·lícules mudes, la china doll sol morir un cop complerta la seva missió. En aquest sentit Anna May Wong, l'actriu de personatges china doll més important de l'era del cinema mut, declarà al New York Herald Tribune el 1961; "Quan mori, el meu epitafi hauria de ser 'va morir mil morts'".
També gira al voltant d'aquest arquetip la novel·la de Pierre Loti de 1887 Madame Chrysanthème, a partir de la qual Giacomo Puccini compondria després la seva òpera Madama Butterfly (1904). Aquest concepte s'ha anat transmetent en obres posteriors, com l'adaptació moderna en el musical Miss Saigon, que es va estrenar el 1994. Aquest estereotip ha aixecat molta polèmica, però també suscita un gran atractiu per a gran part del públic occidental, com demostra la recaptació de 25 milions de dòlars en la preventa d'entrades d'aquest musical.
Els termes Lotus Blossom (flor de lotus) i Geisha Girl s'utilitzen amb el mateix significat que China Doll.

## Aparició en pel·lícules
- The Teahouse of the August Moon, EUA 1956
- Sayonara, EUA, 1957
- The World of Suzie Wong, EUA 1960
- Manhattan sud (Year of the Dragon), EUA 1985
- The Golden Child, EUA 1986
- Benvinguts al paradís (Come and See Paradise), EUA 1990
- El demà no mor mai (Tomorrow Never Dies), GB/EUA 1997
- Retorn al paradís (Return to Paradise), EUA 1998